# Polillo-eilanden

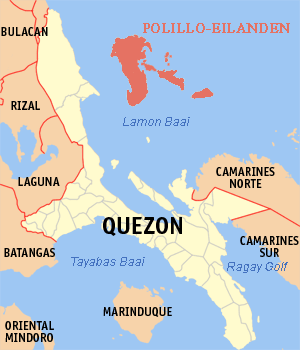
De locatie van de Polillo-eilanden

De Polillo-eilanden zijn een groep eilanden voor de oostkust van Luzon ter hoogte van Manilla. De eilandengroep bestaat uit de eilanden Polillo, Patnanungan, Jomalig, Palasan en diverse kleinere eilanden. De eilandengroep wordt van Luzon gescheiden door de Polillo Straat.

## Geografie

### Bestuurlijke indeling
De eilanden liggen in de provincie Quezon en op de eilanden liggen de volgende gemeenten:
- Burdeos (Polillo)
- Jomalig (Jomalig)
- Panukulan (Polillo)
- Patnanungan (Patnanungan)
- Polillo (Polillo)

Deze gemeenten zijn weer verder onderverdeeld in 57 barangays.

### Topografie en landschap
De eilandengroep bestaat uit 27 eilanden, waarvan Polillo met 761 km² het grootste is. Dit grootste eiland van de groep heeft een heuvelachtig landschap. De hoogste piek van de eilandengroep ligt op Polillo, is 350 meter hoog en heet Mount Malulod.

## Fauna
Enkele voor de Filipijnen endemische zoogdieren die voorkomen op de Polillo-eilanden zijn de Filipijnse sambar (Cervus mariannus),  het Filipijns wrattenzwijn (Sus philippensis) en de vleermuis Rhinolophus rufus.
Enkele van de zeldzame vogels die voorkomen op de eilandengroep zijn de Filipijnse eend (Anas luzonica) en de dolksteekduif (Gallicolumba luzonica) 